# تلوث الهواء في المملكة المتحدة

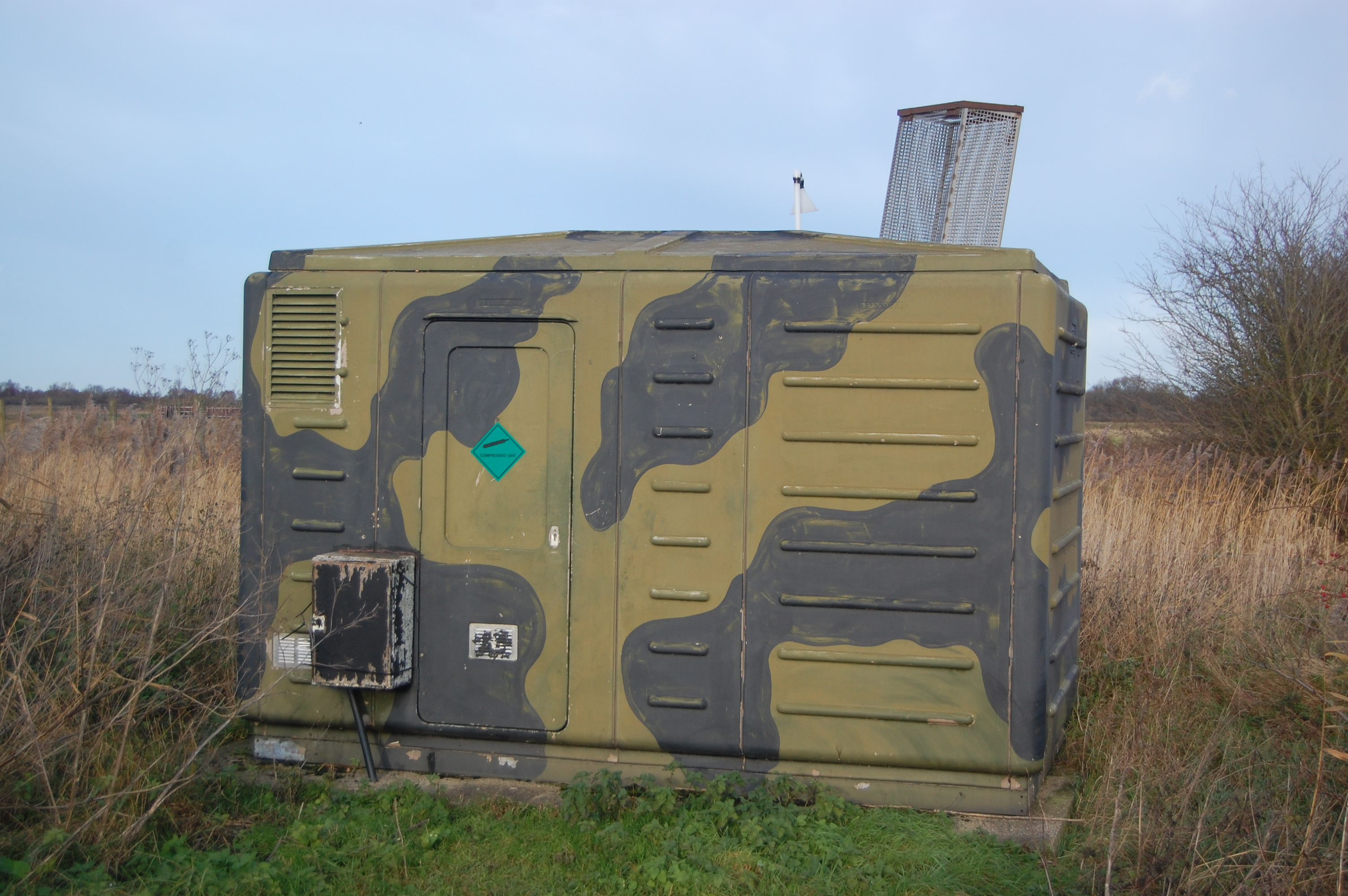
محطة مراقبة جودة الهواء التابعة لوزارة البيئة والغذاء والشؤون الريفية بالمملكة المتحدة (UK-AIR ID: UKA00362) في محمية ويكن فين الطبيعية التابعة لـمؤسسة التراث القومي

لطالما اعتبر تلوث الهواء في المملكة المتحدة مشكلة صحية مهمة. تم العثور على العديد من المناطق بما في ذلك المدن الأساسية مثل لندن بشكل ملحوظ وبصورة منتظمة أعلى من المستويات القانونية والموصى بها. يعد تلوث الهواء في المملكة المتحدة أحد الأسباب الرئيسية للأمراض مثل الربو وأمراض الرئة والسكتة الدماغية وأمراض القلب ويقدر أن تلوث الهواء يسبب في حدوث أربعين ألف حالة وفاة مبكرة كل عام أي حوالي 8.3٪ من الوفيات بينما تكلف حوالي 40 مليار جنيه إسترليني كل عام.
يتم مراقبة تلوث الهواء وتنظيمه. تهدف جودة الهواء الجسيمات وثاني أكسيد النيتروجين والأوزون تلوث الهواء في المملكة المتحدة التي وضعتها وزارة البيئة والغذاء والشؤون الريفية وفي الغالب تستهدف ممثلي الحكومات المحلية المسؤولين عن إدارة جودة الهواء في المدن حيث تكون إدارتها هي الأكثر إلحاحا. كشفت الأبحاث التي أجراها لانسيت كاونتداون في عام 2017 على الصحة وتغير المناخ والكلية الملكية للأطباء أن مستويات تلوث الهواء في 44 مدينة في المملكة المتحدة أعلى من إرشادات منظمة الصحة العالمية الموصى بها.
تخطط حكومة المملكة المتحدة لتحسين التلوث بسبب حركة المرور وتحظر بيع سيارات الوقود الأحفوري الجديدة بحلول عام 2040، وتعمل على التخلص التدريجي من استخدام الفحم في توليد الطاقة الكهربائية.

## تاريخ ثلوث الهواء في المملكة المتحدة

### الضباب الدخاني الشديد في عام 1952

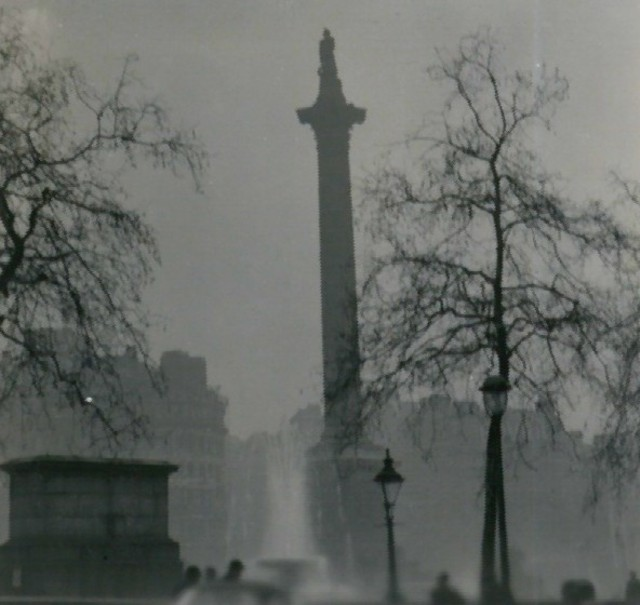
الضباب الدخاني الشديد في عام 1952 في لندن.

نزل ضباب بارد على لندن في أوائل ديسمبر 1952 بسبب البرد. بدأ سكان لندن بحرق فحم أكثر من المعتاد. كان تلوث الهواء الناتج محاصراً بطبقة الانقلاب المكونة من الكتلة الكثيفة من الهواء البارد. تراكمت تركيزات الملوثات ودخان الفحم على وجه الخصوص بشكل كبير. تفاقمت المشكلة من خلال استخدام منتجات منخفضة الجودة وفحم عالي الكبريت للتدفئة المنزلية في لندن من أجل السماح بتصدير فحم عالي الجودة بسبب الوضع الاقتصادي الضعيف للبلدة بعد الحرب. كان «الضباب» أو الضباب الدخاني سميكًا لدرجة أن القيادة أصبحت صعبة أو مستحيلة. ورافق الانخفاض الشديد في الرؤية زيادة في النشاط الإجرامي وكذلك تأخر في المواصلات وإغلاق افتراضي للمدينة. خلال فترة 4 أيام من الضباب توفي ما لا يقل عن 4000 شخص كنتيجة مباشرة للطقس.
تلوث الهواء في المملكة المتحدة
تلوث
الهواءتلوث الهواء في المملكة المتحدة

### أبريل 2014
حذرت كثير من المناطق في إنجلترا من تلوث الهواء «المرتفع جدًا» في أبريل 2014. قد تسببت المستويات العالية من التلوث في لندن وأجزاء أخرى من جنوب شرق إنجلترا في أسوأ الأيام بالتهاب العينين والحلق وحذر المختصون المرضى المصابين بأمراض القلب والربو بالبقاء في الداخل. تلوث الهواء في المملكة المتحدة تلوث الهواء في المملكة المتحدة

### أبريل 2015
قررت المحكمة العليا في المملكة المتحدة في 29 أبريل 2015 بأن يجب على الحكومة اتخاذ إجراءات فورية لخفض تلوث الهواء تلوث الهواء في المملكة المتحدة وفي متابعة قضية رفعوها محاموا البيئة في منظمة كلاينت ارث. تلوث الهواء في المملكة المتحدة

## معلومات التلوث المنشورة
أنشأت المملكة المتحدة شبكة جودة الهواء حيث يتم نشر مستويات ملوثات الهواء الرئيسية تلوث الهواء في المملكة المتحدة بواسطة مراكز المراقبة. تلوث الهواء في المملكة المتحدة جودة الهواء في أكسفورد وباث ولندن تلوث الهواء في المملكة المتحدة سيئة للغاية. قارنت إحدى الدراسات التي أجرتها شركة كالور غاز ونشرت في صحيفة الجارديان بأن المشي في أكسفورد في يوم عادي بالتدخين على أكثر من ستين سجارة خفيفة.
يحتوي أرشيف جودة الهواء في المملكة المتحدة على معلومات أدق تلوث الهواء في المملكة المتحدة والتي تتيح إدارة المدن للملوثات بمقارنتها بالأهداف الوطنية لجودة الهواء تلوث الهواء في المملكة المتحدة التي وضعتها وزارة البيئة والغذاء والشؤون الريفية في عام 2000.
غالبًا ما يتم الاستشهاد بقيم الذروة المحلية ولكن القيم المتوسطة مهمة أيضًا لصحة الإنسان. يوفر أرشيف معلومات جودة الهواء الوطنية في المملكة المتحدة تقريبًا في الوقت الحقيقي في رصد «القصوى الحالية» لقياسات تلوث الهواء للعديد من البلدان والمدن في المملكة المتحدة. يوفر هذا المصدر مجموعة واسعة من البيانات المحدثة باستمرار، بما في ذلك:
- متوسط الأوزون كل ساعة (ميكروغرام µg / متر مكعب m³)
- متوسط ثاني أكسيد النيتروجين كل ساعة (ميكروغرام µg/ متر مكعب m³)
- أقصى 15 دقيقة متوسط ثاني أكسيد الكبريت (ميكروغرام µg / متر مكعب m³)
- متوسط أول أكسيد الكربون لمدة 8 ساعات (ملجم mg \ متر مكعب m³) متوسط جسيمات PM10 لمدة 24 ساعة (ميكروغرام µg / متر مكعب m³ الجاذبية المكافئة)

تقر وزارة البيئة والغذاء والشؤون الريفية بأن تلوث الهواء له تأثير كبير على الصحة وقد أنتج نظامًا بسيطًا لمؤشر النطاقات تلوث الهواء في المملكة المتحدة يُستخدم لإنشاء نظام تحذير يومي الصادرة عن خدمة الطقس بي بي سي للإشارة إلى مستويات تلوث الهواء. تلوث الهواء في المملكة المتحدة نشرت وزارة البيئة والغذاء والشؤون الريفية إرشادات للأشخاص الذين يعانون من أمراض الجهاز التنفسي والقلب. تلوث الهواء في المملكة المتحدة
يتعرضون المرضى الذين يزورون عيادات الأطباء والمراكز الصحية والمستشفيات لهواء ملوث والذي ينتهك إرشادات منظمة الصحة العالمية. يوجد ثلث عمليات الطبيب العام وربع المستشفيات في المناطق التي تنتهك إرشادات منظمة الصحة العالمية. ترتبط الملوثات وخاصة الجزيئات السامة المنبعثة من مركبات الديزل بمشكلات صحية مدى الحياة مثل الربو ومرض الانسداد الرئوي المزمن ومرض القلب والسكتات الدماغية وسرطان الرئة وغيرها. تلوث الهواء في المملكة المتحدة
تدخل الملوثات وخاصة الجزيئات السامة المنبعثة من مركبات الديزل رئة الأطفال وربما أيضا تدخل في مجرى الدم وأدمغتهم. هذا يمكن أن يؤثر على صحة الأطفال على المدى البعيد وحتى الصحة مدى الحياة وأعمارهم المتوقعة وذكائهم. خسرت الحكومة ثلاث قضايا أمام المحكمة العليا لأن خططت للتعامل مع تلوث الهواء كانت ضعيفة للغاية وكثيراً ما تنتقد المجموعات الخضراء وناشطوا الهواء النظيف الحكومة. يؤدي تلوث الهواء إلى حدوث 40,000 حالة وفاة مبكرة سنويًا ويؤثر بشكل خطير على حياة أكثر من مئات الآلاف، كما أن تلوث الهواء يكلف هيئة الخدمات الصحية الوطنية وخدمات الرعاية الاجتماعية 40 مليون جنيه إسترليني سنويًا. تم أيضا أخذ المملكة المتحدة إلى المحكمة الأوروبية بسبب تلوث الهواء. نشرت جامعة كوين ماري في لندن بحثًا عن تعرض الأطفال لتلوث الهواء أثناء اليوم الدراسي ووجدت أنهم تعرضوا بشكل غير متناسب لجرعات أعلى من التلوث أثناء اصطحابهم للمدرسة وفي المدرسة - وخاصة في وقت الاستراحة في ملعب المدرسة.
تلوث الهواء في المملكة المتحدة
تشعر الكلية الملكية لأطباء الأطفال والكلية الملكية للأطباء واليونيسيف بالقلق أكثر خلال فصل الشتاء 2018/2019. سوف يتفاقم تلوث الهواء عندما يحرق الناس الوقود لتدفئة منازلهم. عندما تضعف أجهزة التنفس لدى الناس من خلال تلوث الهواء فإن درجات الحرارة المنخفضة سوف تضعفهم بشكل أكبر وهذا يؤثر بشكل خاص على الأطفال وكبار السن. يخشى أن يزيد مرضى المستشفى الذين يعانون من مشاكل في الجهاز التنفسي من الضغط على هيئة الخدمات الصحية الوطنية التي تعاني باستمرار من أعباء في فصل الشتاء. تلوث الهواء في المملكة المتحدة
اعتبارا من 2018 سينمو ما يقارب من 4.5 مليون طفل في المملكة المتحدة (طفل من كل ثلاثة أطفال) في بلدة أو مدينة بمستويات تلوث جزئي غير آمن. تلوث الهواء في المملكة المتحدة

## المعالجة
سيؤدي الهواء السام في عام 2019 إلى الوفاة المبكرة لما لا يقل عن 40,000 شخص سنويًا في المملكة المتحدة - 9000 في لندن - ويتسسب في مئات الآلاف من الآخرين الذين يعانون من مشاكل صحية خطيرة على المدى الطويل. تلوث الهواء في المملكة المتحدة تلوث الهواء في المملكة المتحدة

### لندن
قام عمدة لندن صادق خان بإطلاق منطقة منخفضة الانبعاثات في أبريل 2019 والتي تتضمن رسومًا على المركبات الديزل والبنزين القديمة مقابل 12.50 جنيه إسترليني في اليوم الواحد. تدفع الحافلات 100 جنيه استرليني في اليوم الواحد. يتبع هذا خطة منطقة منخفظة الانبعاثات في لندن التي تعمل منذ عام 2008. تلوث الهواء في المملكة المتحدة تلوث الهواء في المملكة المتحدة من المتوقع أن تسبب منطقة منخفظة الانبعاثات في تقليل انبعاثات حركة المرور بنسبة 20٪ وأدى إلى انخفاض أسوأ المركبات الملوثة التي تدخل المنطقة كل يوم من 35,578 في مارس إلى 26,195 في أبريل بعد عرض الرسوم. تلوث الهواء في المملكة المتحدة تلوث الهواء في المملكة المتحدة أجرت يوجوف استطلاع في أبريل 2019 فوجدت أن 72 ٪ من سكان لندن يؤيدون استخدام شحن الانبعاثات لمعالجة كل من تلوث الهواء والازدحام. تلوث الهواء في المملكة المتحدة
سيتم تمديد المنطقة إلى الدائري الشمالي والدائري الجنوبي لعام 2021 بحيث تغطي مساحة تحتوي على 3.8 مليون شخص. تلوث الهواء في المملكة المتحدة تلوث الهواء في المملكة المتحدة بمجرد توسيع المنطقة ستدفع ما يُقدر 100000 مركبة و35000 مركبة فان و3000 شاحنة رسوما في اليوم الواحد. تلوث الهواء في المملكة المتحدة

### إدارة إنجلترا الجوية
إذا وجدت سلطة محلية منطقة لا يتحقق فيها الأهداف فيجب الإعلان عنها لمنطقة إدارة جودة الهواءتلوث الهواء في المملكة المتحدة وإعداد خطة عمل محلية لجودة الهواء تلوث الهواء في المملكة المتحدة لتحسين جودتها. قد نشرت وزارة البيئة والغذاء والشؤون الريفية قائمة السلطات المحلية مع مناطق إدارة جودة الهواء. تلوث الهواء في المملكة المتحدة قد تتضمن خطة العمل تدابير للحد من خمول محركات المركبة مثال على ذلك متروبوليتان بورو دودلي. تلوث الهواء في المملكة المتحدة

### الحكومة
أعلنت الحكومة البريطانية في 26 يوليو 2017 عن خطط لحظر بيع مركبات البنزين والديزل الجديدة في بريطانيا بحلول عام 2040. تلوث الهواء في المملكة المتحدة يتبع هذا إعلان مشابه أصدرته الحكومة الفرنسية في 6 يوليو 2017. تلوث الهواء في المملكة المتحدة

### الصناعة
أعلنت بي إم دبليو في 25 يوليو 2017 أنها ستبدأ إنتاج مركبات صغيرة بنسخة كهربائية بالكامل في مصنعها في كاولي وأوكسفوردشاير في عام 2019. تلوث الهواء في المملكة المتحدة لقد أعلنت شركة فولفو في وقت سابق أن جميع مركباتها الجديدة من 2019 ستكون كهربائية أو هجينة. تلوث الهواء في المملكة المتحدة

## لزيادة الإطلاع
- أندرسون، روس. «تلوث الهواء والوفيات: تاريخ». بيئة الغلاف الجوي (2009) 43 # 1 pp: 142-152.
- Brimblecombe ، بيتر. الدخان الكبير: تاريخ تلوث الهواء في لندن منذ العصور الوسطى (ميثون، 1987)
- Ciecieznski، NJ "The Stench of Disease: Public Health and the Environment in the Late-medieval English town and cities." الصحة والثقافة والمجتمع (2013) 4 # 1 pp: 91-104.
- هانلون، ووكر ووكر. "التلوث والوفيات في القرن التاسع عشر (UCLA و NBER ، 2015) على الإنترنت
- موسلي، ستيفن. "شبكة من الثقة": قياس ورصد تلوث الهواء في المدن البريطانية، 1912-1960. " البيئة والتاريخ (2009) 15 # 3 pp: 273-302.
- ثورشيم، بيتر. اختراع التلوث: الفحم والدخان والثقافة في بريطانيا منذ عام 1800 (2009)
- وليامسون، توم. تاريخ بيئي للحياة البرية في إنجلترا 1650-1950 (A&C Black، 2013)